# Calyptomyrmex wittmeri
Calyptomyrmex wittmeri är en myrart som beskrevs av Baroni Urbani 1975. Calyptomyrmex wittmeri ingår i släktet Calyptomyrmex och familjen myror. Inga underarter finns listade.